# Tatjana Konstantinovna av Ryssland
Tatjana Konstantinovna av Ryssland, född 1890, död 1979, var en rysk storfurstinna.

## Biografi
Tatjana Konstantinovna var dotter till storfurst Konstantin Konstantinovitj av Ryssland och Elisabeth av Sachsen-Altenburg. Hon gifte sig 1911 med den georgiska prinsen Konstantine Bagration av Mukhrani (1889–1915). Det var ett kärleksäktenskap. Tsarhuset hade initialt motsatt sig det eftersom det inte ägde rum mellan två personer av samma rang. Det hela ledde till diskussioner inom tsarhuset, som resulterade i att tsaren i augusti 1911 utfärdade en ny bestämmelse som tillät medlemmar av kejsarhuset att gifta sig med icke kungliga personer på villkor att de avsade sig arvsrätten till tronen för sig själva och sina barn, vilket innebar att äktenskapet skulle bli ett morganatiskt äktenskap. Tatjana gick med på dessa villkor och vigseln ägde rum 6 september 1911. Hon var den första kvinnliga medlemmen av tsarhuset som gifte sig morganatiskt. Hon behöll själv sina kejserliga rang och titel, men avstod arvsrätten till tronen för både sig och sina barn. Paret fick två barn.
Konstantine Bagration av Mukhrani avled då han tjänstgjorde militärt i första världskriget 1915. Samma år avled även hennes far; en av hennes bröder hade avlidit föregående år. Som änka blev hon förälskad i Alexander Vassilievich Korotchenzov, adjutant till hennes farbror, storfurst Dmitrij Konstantinovitj. Efter ryska revolutionen följde hon sin farbror till Vologda, dit han förvisades av bolsjevikerna i november 1917. När hennes farbror sattes i arrest i juli 1917 lämnade hon Ryssland med sina barn och Korochenzov på sin farbror Dmitrij Konstantinovitjs inrådan och reste till Rumänien. Hennes farbror och tre av hennes bröder avrättades i Ryssland.
Tatjana Konstantinovna gifte sig med Korochenzov i Schweiz 1921, och återförenades med sin mor och sina två yngsta syskon i Bryssel samma år. Hon levde i Schweiz fram till att hon 1946 blev nunna i Jerusalem.